# Chrysopogon subtilis
Chrysopogon subtilis är en gräsart som först beskrevs av Ernst Gottlieb von Steudel, och fick sitt nu gällande namn av Friedrich Anton Wilhelm Miquel. Chrysopogon subtilis ingår i släktet Chrysopogon och familjen gräs. Inga underarter finns listade i Catalogue of Life.